# Patricia Kopatchinskaja
Patricia Kopatchinskaja (Chișinău, 1977) è una violinista moldava.

## Biografia
Patricia Kopatchinskaja è nata in una famiglia di musicisti, la madre Emilia violinista e il padre Viktor suonatore di cimbalom. Quando i genitori erano in tournée nei paesi del blocco orientale lei era affidata alle cure dei nonni, che vivevano in un villaggio moldavo. Ha iniziato a suonare il violino all'età di sei anni.
Nel 1989 si è trasferita con la sua famiglia a Vienna, dove ha studiato violino e composizione all'Università per la musica e le arti interpretative. A 21 anni è passata a studiare con Igor Ozim alla Musikhochschule di Berna, e nel 2000 ha conseguito il diploma con i massimi voti.
Porta avanti un'attività solistica in Europa, Giappone, Cina, Stati Uniti e Brasile, dove si esibisce con orchestre e direttori di fama, nonché un'attività cameristica, e partecipa regolarmente a vari festival musicali. Esegue musica di vari periodi, dal barocco al contemporaneo. Durante gli studi nella capitale austriaca si è interessata alla scuola di Vienna ed è molto dedita alla musica contemporanea, nonché dedicataria di diverse composizioni. È solita esibirsi scalza in concerto.
Suona un violino Giovanni Francesco Pressenda del 1834, mentre per le esecuzioni storicamente informate impiega un Ferdinando Gagliano del 1780 circa. Nel 2010 ha suonato per un breve periodo il Guarneri ex-Carrodus, ottenuto in prestito dalla Banca Nazionale Austriaca, per il quale aveva avuto problemi alla dogana al rientro in Svizzera.
Vive a Berna con il marito e la figlia.

## Prime esecuzioni
Patricia Kopatchinskaja ha tenuto le prime esecuzioni di diverse composizioni contemporanee:
- 2004/5 sette prime esecuzioni, tra le quali i concerti per violino a lei dedicati da Johanna Doderer e Otto Zykan
- 2005/6 concerti a lei dedicati da Gerald Resch e Gerd Kühr (con l'Orchestra Sinfonica della Radio di Vienna)
- 2007/8 concerti a lei dedicati da Jürg Wyttenbach e Fazıl Say
- 2009 concerto scritto per lei da Faradj Karajew
- 2011 concerti scritti per lei da Maurizio Sotelo e Helmut Oehring (Four seasons), composizione Oh whispering suns per doppio coro, violino solo e piatti di Vanessa Lann
- 2012 romanza per violino e archi a lei dedicata da Tigran Mansurian (con la Amsterdam Sinfonietta)
- 2014 concerto Hortus animae, composto da lei stessa (con la Camerata Bern).[14]
- 2015 Dialogue, concerto per violino, violoncello e orchestra di Mark-Anthony Turnage (con Sol Gabetta e la Gstaad Festival Orchestra)
- 2015 concerto per violino a lei dedicato da Michael Hersch (con la Saint Paul Chamber Orchestra)

## Premi

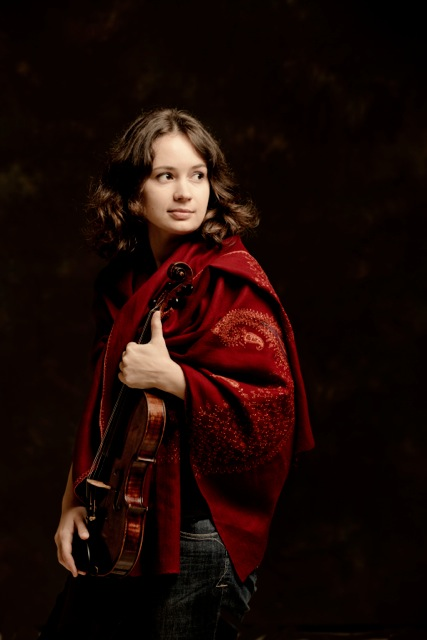
Patricia Kopatchinskaja nel 2012

- 1997: Secondo premio nella fascia di età tra i 18 ei 23 anni nella categoria "Strumenti ad arco" al Concorso Internazionale "Classica Nova" In Memoriam Dmitrij Šostakovič (Hannover, Germania)[15]
- 2000: Primo premio al concorso Henryk Szeryng in Messico[5]
- 2002: Credit Suisse Young Artist Award[5]
- 2004: New Talent – SPP Award della European Broadcasting Union (EBU)
- 2006: Premio Deutschlandfunk al Bremer Musikfest[16]
- 2008: Premio della commissione musicale del Kanton Bern
- 2009: Echo, categoria musica da camera, per il CD inciso insieme a Fazıl Say (composizioni di Beethoven, Ravel, Bártok e Say)
- 2010: BBC-Music-Magazine award, categoria musica sinfonica, per il CD inciso con Philippe Herreweghe e l'Orchestre des Champs-Élysées (composizioni per violino e orchestra di Beethoven)
- 2011: Golden Bow award al festival di Meiringen
- 2012: Premio musicale Praetorius della contea Niedersachsen, categoria innovazione musicale
- 2013: Echo, categoria concerto dell'anno (violino, XX/XXI secolo), Gramophone Award Recording of the year e nomination al Grammy Award, per il doppio CD con i concerti di Bartók, Ligeti e Eötvös (con la hr-Sinfonieorchester e la Ensemble Modern, diretta da Peter Eötvös)
- 2014: International Classical Music Awards, categoria concerti, sempre per il doppio CD Bartók, Ligeti e Eötvös
- 2014: Prix Caecilia, per il CD con i concerti per violino di Stravinskij e Prokof'ev (con la London Philharmonic Orchestra diretta da Vladimir Jurowski)
- 2014: Royal Philharmonic Society Music Awards 2013, categoria strumentisti[17]
- 2016: Premio musicale del Canton Berna
- 2017: Grand Prix degli Swiss Music Awards 2017[18]
- 2018: Grammy Award, categoria Best Chamber Music/Small Ensemble Performance[19]

## Discografia
- 1998 - Johanna Doderer: Awakening 2 for three Violins, con Kinga Voss e Jacqueline Kopacinski (violino), Einklang Records 001/002
- 2001 - An Introduction To Dmitri Smirnov, con Alexander Iwashkin (violoncello) e Ivan Sokolov (pianoforte), Megadisc 7818
- 2001 - Nikolai Korndorf: In Honour of Alfred Schnittke, Passacaglia for cello solo, Are you ready, Brother? con Daniel Raiskin (viola), Alexander Iwashkin (violoncello) e Ivan Sokolov (pianoforte), Megadisc 7817
- 2004 - Boris Yoffe, 32 poems from the quartet book, con Daniel Kobyliansky (violino), Boris Yoffe (viola) e Dichtiar Druski (violoncello), Antes Edition, Bella Musica 319192
- 2006 - George Enescu: sonata no. 3 (Dans le charactère populaire roumain), con Mihaela Ursuleasa (pianoforte), CD n. 10. (Young Talents) di Jubilee-CD Classics (50 years DRS 2), Swiss Radio DRS2, CDL1710
- 2006 - Johanna Doderer: For violin and orchestra (dedicated to Kopatchinskaja), Bolero for two pianos and orchestra, Rondane for orchestra, con la Wiener Konzertverein diretta da Ulf Schirmer, Edition Zeitton des ORF 2009336
- 2007 - Boris Yoffe: Musical Semantics, con Daniel Kobylianski e Jacqueline Kopacinski (violino), Roman Spitzer (viola), Druski Dichtiar (violoncello), Angela Yoffe (pianoforte), Megadisc MDC 7798
- 2008 - Fazıl Say: 1001 Nights in the Harem, con l'Orchestra sinfonica di Lucerna diretta da John Axelrod, Naïve, V 5147
- 2008 - Gerd Kühr: Movimenti per violino e orchestra; Gerald Resch: Schlieren, concerto per Violin and orchestra; Otto Zykan: Da unten im Tale, concerto per violin and orchestra, con l'Orchestra Sinfonica della Radio di Vienna, diretta da Stefan Asbury, Johannes Kalitzke e Bertrand de Billy, col legno, WWE 1CD 20279
- 2009 - Beethoven: Complete works for violin and orchestra, con l'Orchestre des Champs-Élysées diretta da Philippe Herreweghe, Naïve, V 5174
- 2009 - Ludwig van Beethoven: sonata per violino n. 9; Maurice Ravel: sonata per violino in sol maggiore; Béla Bartók: danze rumene; Fazıl Say: sonata per violino n. 7, con Fazıl Say (pianoforte), Naïve, V 5146
- 2010 - Rapsodia – Music from my homeland, con Emilia Kopatchinskaja (violino e viola), Viktor Kopatchinsky (cembalo), Martin Gjakonovski (contrabbasso), Mihaela Ursuleasa (pianoforte), Naïve, V 5193
- 2012 - Bartók: concerto per violino n. 2, Eötvös: concerto per violino n. 1; Ligeti: concerto per violino, con la Symphonieorchester des Hessischen Rundfunks (Bartók, Eötvös) e la Ensemble Modern (Ligeti) dirette da Peter Eötvös, Naïve, V 5285
- 2013 - Stravinsky: concerto per violino; Prokofjev: concerto per violino n. 2, London Philharmonic Orchestra diretta da Vladimir Jurowski, Naïve, V 5352
- 2014 - Quasi Parlando - Tigran Mansurian: concerti per violino, violoncello e archi, con Anja Lechner (violoncello) e la Amsterdam Sinfonietta diretta da Candida Thompson, ECM New Series 2323
- 2014 - Galina Ustvolskaya: sonata per violino, duo e trio con clarinetto, con Markus Hinterhäuser (pianoforte) e Reto Bieri (clarinetto), ECM New Series 2329[20][21]